# Ejército Unido Antijaponés del Nordeste
El Ejército Unido Antijaponés del Nordeste fue el principal ejército guerrillero antijaponés en el Nordeste de China (Manchuria) después de la invasión japonesa de Manchuria en 1931. Sus antecesores fueron varios ejércitos de voluntarios antijaponeses organizados por los lugareños y las ramas de Manchuria del Partido Comunista de China (PCCh). En febrero de 1936, el PCCh, de acuerdo con las instrucciones de la Internacional Comunista, emitió la Declaración de Organización Unificada del Ejército Unido Antijaponés del Nordeste, que marcó la formación oficial de la organización.

## Formación

### Predecesores
Después del Incidente de Mukden en 1931, la gente de las provincias de Liaoning, Jilin y Heilongjiang comenzó a organizar fuerzas guerrilleras para unirse a ejércitos de voluntarios antijaponeses y llevar a cabo una guerra de guerrillas contra el Ejército de Kwantung y las fuerzas de Manchukuo. El Partido Comunista Chino también envió hombres para unirse a la lucha militar local. Yang Jingyu se unió a la fuerza guerrillera en Panshi. Zhou Baozhong se unió a las fuerzas de Wang Detai en Yanji. Li Zhaolin fue enviado desde Liaoyang al comité del condado de Zhuhe para formar una fuerza guerrillera local. Zhao Shangzhi se unió a la guerrilla en Bayan. Choe Yong-gon fue al este de Jilin para organizar fuerzas partisanas y formar guerrillas. Feng Zhongyun fue enviado a Tangyuan como representante e inspector del Comité Provincial del partido de Manchuria para formar guerrillas.

#### La Conferencia del Norte
En junio de 1932, el Partido Comunista Chino convocó la "Conferencia del Norte" (reunión de los secretarios de los comités provinciales del norte) en Shanghái, criticó la "particularidad" de Manchuria propuesta por el Comité del Partido de la provincia de Manchuria y decidió que el Nordeste debería centrarse en la revolución agraria para apoderarse de las tierras de los terratenientes, formar ejércitos rojos y establecer un gobierno soviético. Como resultado, el Comité Provincial del Partido de Manchuria ordenó a las fuerzas guerrilleras lideradas por los comunistas que se reorganizaran como ejércitos rojos y lucharan de forma independiente.

#### Carta del 26 de enero
A principios de 1933, el comité central del PCCh se trasladó de Shanghái al Soviet de Jiangxi. En este período, el comité provincial de Manchuria estaba encabezado por la delegación del PCCh de la Internacional Comunista y de la rama del comité central en Shanghái.
En enero de 1933, la delegación del PCCh en la Comintern emitió "la Carta del 26 de enero" bajo el nombre del comité central. La carta apelaba a corregir el "problema de la izquierda" causado por la Conferencia del Norte. Propuso establecer un frente unido antijaponés en lugar de centrarse en la revolución agraria. Los ejércitos rojos pasaron a llamarse Ejército Revolucionario Popular del Nordeste y se les instaba a cooperar con otras fuerzas antijaponesas para establecer ese frente unido antijaponés.

#### Carta del 22 de febrero
En febrero de 1934, el Politburó provisional del PCCh en Shanghái criticó al comité provincial de Manchuria en la "Carta del 22 de febrero" por su "error de derechas" por malinterpretar la Carta del 26 de enero. La carta señalaba el peligro de la "colusión del líder en lugar del frente unido de la gente" y solicitó presentar el eslogan para ir al escenario de la revolución agraria. Al mismo tiempo, la delegación del PCCh en la Comintern también tomó una serie de medidas en su organización para tratar de eliminar la influencia de la Carta del 22 de febrero. Los firmantes fueron enviados de regreso desde la URSS a Manchuria para dar instrucciones claras y futuras tareas para crear un frente unido.

#### Formación Oficial del EUAN

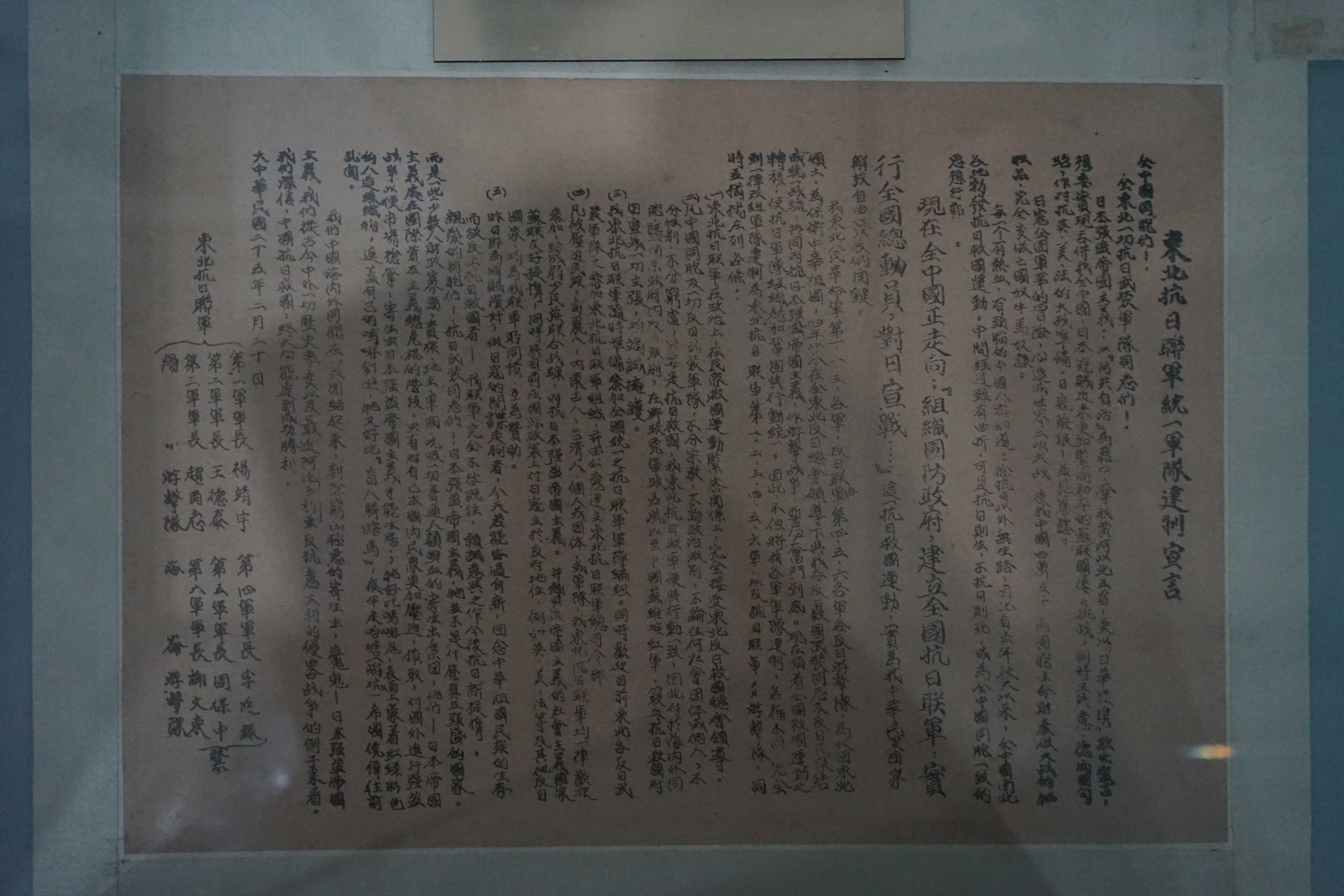
Declaración de unificación.

Desde marzo de 1934 hasta febrero de 1935, el Politburó provisional del PCCh en Shanghái sufrió graves daños en varias campañas anticomunistas y detuvo sus actividades en julio. Y en ese momento, el comité central del PCCh estaba inmerso en la Larga Marcha. Como resultado, a partir de la primera mitad de 1935, las organizaciones del partido en Manchuria estaban en realidad bajo el liderazgo independiente de la delegación de la Comintern.
En junio de 1935, la delegación del PCCh en el Comintern emitió la "carta del 3 de junio" a la organización del partido en Manchuria. La carta pedía una nueva política, que era la implementación del frente único antijaponés, sin importar el partido, la clase o la etnia. Esta carta era coherente con el Frente Popular contra el fascismo propuesto en el Séptimo Congreso Mundial de la Comintern y con el amplio frente unido antijaponés promovido en la "Declaración del 1 de agosto" del PCCh.
En febrero de 1936, los líderes comunistas, incluidos Yang Jingyu, Li Zhaolin, Zhou Baozhong, Zhao Shangzhi y Wang Detai, emitieron conjuntamente la Declaración de Organización Unificada del Ejército Unido Antijaponés del Nordeste. El Ejército Revolucionario Popular del Nordeste se reorganizó como el Ejército Unido Antijaponés del Nordeste. El Ejército Unido Antijaponés del Nordeste se encontraba en una etapa de desarrollo desde 1936 hasta 1937.

## Afiliación
Oficialmente, este ejército estaba liderado por el Partido Comunista Chino. En realidad, no tuvieron que informar directamente al comité central del PCCh en Yan'an debido a la separación geográfica. Sus únicos contactos con el PCCh en Yan'an fueron a través de los representantes del PCCh en la Internacional Comunista, Kang Sheng y Wang Ming.

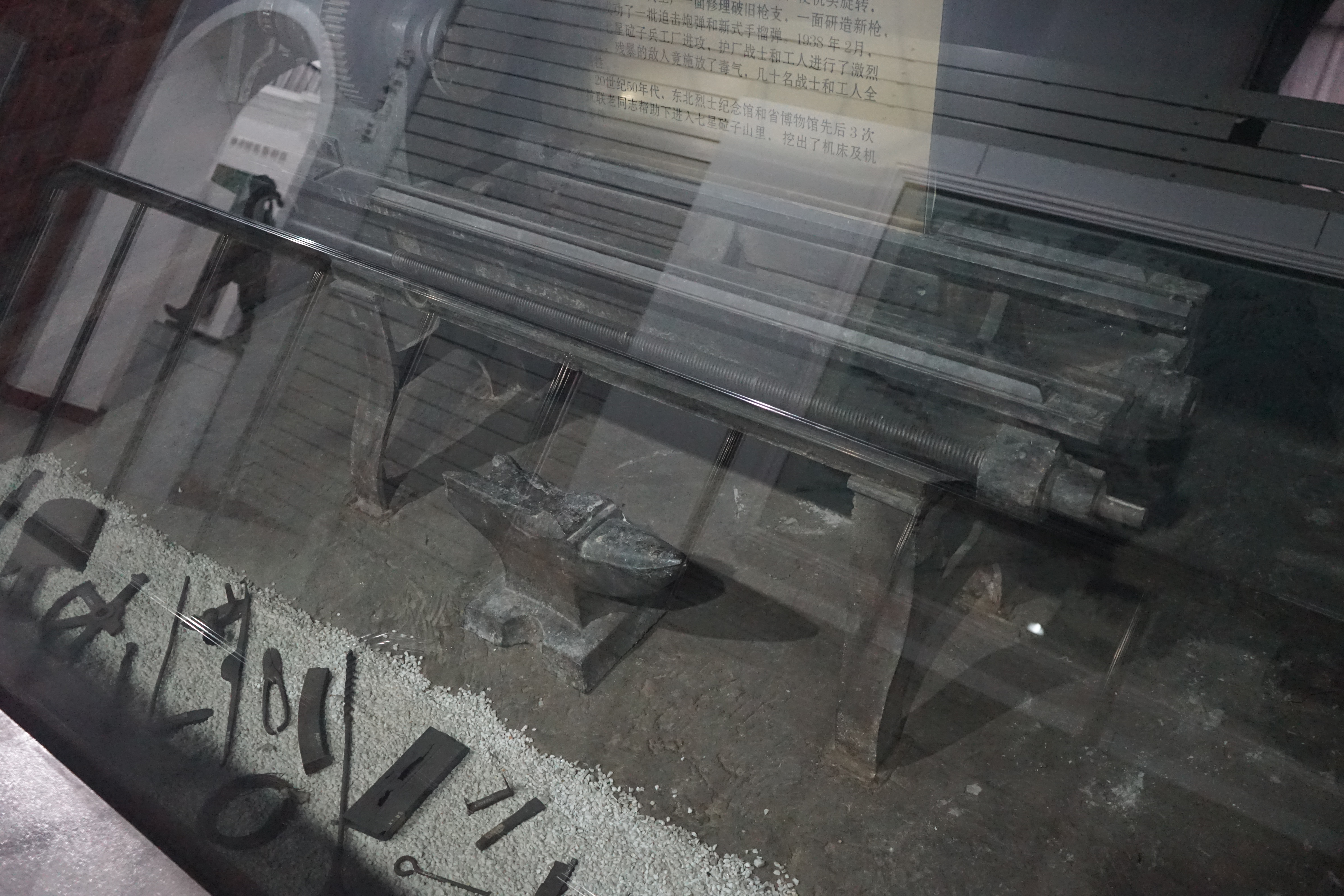
Maquinaria del arsenal de la coalición.

Fueron apoyados e instruidos por la URSS, que apoyó a este ejército para entorpecer a las fuerzas de su potencial enemigo japonés. Sus uniformes eran copias del uniforme de la Cruz Roja Soviética.

## Miembros
El ejército era una mezcla de varias fuerzas, con el mismo objetivo: expulsar a los japoneses de Manchuria. Eran comunistas, estudiantes y campesinos, antiguas tropas del señor de la guerra Zhang Xueliang e incluso bandidos. Los antiguos bandidos desempeñaron un papel importante en la guerra de guerrillas al usar sus habilidades en las montañas. La mayoría de los oficiales de alto rango y medio eran miembros del Partido Comunista, incluidos exlíderes de bandidos.

## Coreanos en el Ejército Unido Antijaponés del Nordeste
El ejército contenía una gran cantidad de coreanos étnicos, tanto coreanos de Manchuria, como coreanos de la península coreana. Para 1918, prácticamente no había revueltas armadas organizadas contra la colonización japonesa en la península de Corea y muchos coreanos eligieron Manchuria como lugar para resistir al imperialismo japonés. Dos de las legendarias "Ocho chicas saltando al río" eran coreanas chinas. Este era un escuadrón de mujeres guerrilleras, de 13 a 23 años; después de un largo tiroteo con abrumadoras fuerzas japonesas que las confundieron con una unidad mucho más grande, todas saltaron al río, ahogándose para evitar ser capturadas y torturadas.
Kim Il-sung, que más tarde se convertiría en líder de Corea del Norte, fue oficial de alto rango en este ejército, y logró una distinción cuando invadió la frontera China-Corea y atacó la estación de policía japonesa en Bochonbo en 1939. Fue ampliamente promocionado por la prensa coreana, como en el Donga Ilbo y se hizo famoso en Corea como el líder más prominente del movimiento antijaponés. Después de la guerra, algunos de los ciudadanos coreanos en este ejército se convirtieron en la primera generación de líderes de Corea del Norte. Además de Kim Il-sung, An Gil, Kim Chaek, Choi Yong-kun y Kang Kon también fueron oficiales de alto rango coreanos de EUAN, que luego asumieron altos cargos en Corea del Norte.

## Retirada a la URSS

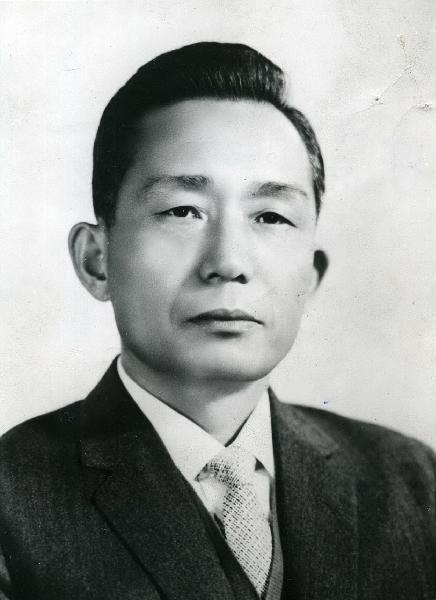
Retrato oficial de Park Chung-hee, quinto al noveno presidente de la República de Corea

En la cima de sus actividades, EUAN tenía una fuerza de 10.000 hombres. Lanzaron una guerra de guerrillas por la retaguardia del ejército japonés, que estaba invadiendo la parte continental de China. El ejército japonés se dio cuenta de que el EUAN era la principal amenaza para su operación en la China continental. Así que el ejército japonés, junto con el Ejército Imperial de Manchukuo, comenzó las operaciones para barrer al EUAN a mediados de 1930. Al igual que el EUAN, el ejército de Manchukuo incluía a muchos oficiales coreanos que prometieron lealtad a Japón. Dichos oficiales coreanos fueron Park Chung-Hee, Baek Seon Yeop y Jeong Il-Gwon, quienes luego se convirtieron en generales dentro del Ejército de Corea del Sur y (después del golpe del 16 de mayo) en funcionarios de alto rango en el gobierno de Corea del Sur. Y el ejército de Manchukuo tenía una tropa especial, la Jiandao Teshedui (en chino: 間島特設隊, coreano: 간도특설대), que consistía principalmente de coreanos que asumieron las tareas más difíciles para atacar al EUAN.
A medida que la ofensiva del ejército japonés se volvía más agresiva, el EUAN sufrió grandes bajas. Muchos de sus soldados resultaron muertos o fueron tomados prisioneros. Además, la inteligencia militar japonesa torturó a prisioneros del EUAN para que se pasaran al lado japonés. Los que se pasaron al lado japonés ayudaron a los japoneses a atacar a sus excompañeros. Por estas razones, el EUAN no pudo realizar más actividades en Manchuria. Por orden del PCCh, el EUAN escapó a la URSS. Allí, se incorporaron formalmente al Ejército Rojo, como la 88.ª Brigada Internacional, pero mantuvieron la organización de EUAN. Las tropas que quedaban en Manchuria fueron totalmente aniquiladas por los japoneses. Las tropas que huyeron se quedaron en la URSS hasta que terminó la guerra. Después de que Japón se rindiera, coreanos y chinos regresaron a sus propios países y comenzaron las actividades revolucionarias allí.